# 20 kilomètres marche féminin aux championnats du monde d'athlétisme 2011
Navigation
Berlin 2009 Moscou 2013
L'épreuve du 20 km marche féminin des championnats du monde de 2011 s'est déroulée le 31 août 2011 dans la ville de Daegu en Corée du Sud avec un départ et une arrivée au Gukchae-bosang Memorial Park. Elle est remportée par la Chinoise Liu Hong après disqualification pour dopage de la Russe Olga Kaniskina.

## Records et performances

### Records
Les records du 20 km femmes (mondial, des championnats et par continent) avant les championnats 2011 étaient les suivants :
| Record                    | Athlète           | Pays           | Temps           | Lieu                  | Date             |
| ------------------------- | ----------------- | -------------- | --------------- | --------------------- | ---------------- |
| Record du monde           | Olimpiada Ivanova | Russie         | 1 h 25 min 41 s | Helsinki, Finlande    | 7 août 2005      |
| Record des championnats   | Olimpiada Ivanova | Russie         | 1 h 25 min 41 s | Helsinki, Finlande    | 7 août 2005      |
| Record d'Afrique          | Susan Vermeulen   | Afrique du Sud | 1 h 36 min 18 s | Mézidon-Canon, France | 2 mai 1999       |
| Record d'Asie             | Wang Yan          | Chine          | 1 h 26 min 22 s | Guangzhou, Chine      | 19 novembre 2001 |
| Record d'Amérique du Nord | Graciela Mendoza  | Mexique        | 1 h 30 min 03 s | Mézidon-Canon, France | 2 mai 1999       |
| Record d'Amérique du Sud  | Miriam Ramón      | Équateur       | 1 h 31 min 25 s | Lima, Pérou           | 7 mai 2005       |
| Record d'Europe           | Olimpiada Ivanova | Russie         | 1 h 25 min 41 s | Helsinki, Finlande    | 7 août 2005      |
| Record d'Océanie          | Jane Saville      | Australie      | 1 h 27 min 44 s | Naumburg, Allemagne   | 2 mai 2004       |

## Médaillés
| Or             | Argent              | Bronze                |
| Liu Hong (CHN) | Elisa Rigaudo (ITA) | Qieyang Shenjie (CHN) |

## Critères de qualification
Pour se qualifier pour les Championnats, il fallait avoir réalisé moins de 1 h 33 min 30 s (finale A) et 1 h 38 min 00 s (finale B) entre le 1er janvier 2010 et le 15 août 2011.

## Faits marquants
L'épreuve est remportée initialement par la Russe Olga Kaniskina, devant la Chinoise Liu Hong et sa compatriote Anisya Kirdyapkina. Les deux Russes sont finalement convaincues de dopages quelques années plus tard et perdent leurs médailles, le titre revenant à Liu Hong. L'Italienne Elisa Rigaudo et la Chinoise Qieyang Shenjie montent respectivement sur les deuxième et troisième marche du podium. 

## Résultats
| Rang               | Athlète                  | Nationalité  | Temps           | Notes  |
| ------------------ | ------------------------ | ------------ | --------------- | ------ |
| DQ                 | Olga Kaniskina           | Russie       | -               | Dopage |
| Médaille d'or      | Liu Hong                 | Chine        | 1 h 30 min 00 s |        |
| DQ                 | Anisya Kirdyapkina       | Russie       | -               | Dopage |
| Médaille d'argent  | Elisa Rigaudo            | Italie       | 1 h 30 min 44 s | SB     |
| Médaille de bronze | Qieyang Shenjie          | Chine        | 1 h 31 min 14 s |        |
| 4                  | Susana Feitor            | Portugal     | 1 h 31 min 26 s |        |
| 5                  | Ana Cabecinha            | Portugal     | 1 h 31 min 36 s |        |
| 6                  | Kristina Saltanovič      | Lituanie     | 1 h 31 min 40 s | SB     |
| 7                  | Beatriz Pascual          | Espagne      | 1 h 31 min 46 s |        |
| 8                  | Inês Henriques           | Portugal     | 1 h 32 min 06 s |        |
| 9                  | Vera Sokolova            | Russie       | 1 h 32 min 13 s |        |
| 10                 | Olena Shumkina           | Ukraine      | 1 h 32 min 17 s | SB     |
| 11                 | María Vasco              | Espagne      | 1 h 32 min 42 s |        |
| 12                 | Ni Gao                   | Chine        | 1 h 32 min 49 s |        |
| 13                 | Regan Lamble             | Australie    | 1 h 33 min 38 s |        |
| 14                 | Olive Loughnane          | Irlande      | 1 h 34 min 02 s |        |
| 15                 | Tatiana Mineeva          | Russie       | 1 h 34 min 08 s |        |
| 16                 | Nastassia Yatsevich      | Biélorussie  | 1 h 34 min 09 s |        |
| 17                 | Jamy Franco              | Guatemala    | 1 h 34 min 36 s |        |
| 18                 | Kumi Otoshi              | Japon        | 1 h 34 min 37 s |        |
| 19                 | Claire Tallent           | Australie    | 1 h 34 min 46 s |        |
| 20                 | Mayumi Kawasaki          | Japon        | 1 h 35 min 03 s |        |
| 21                 | Johanna Jackson          | Royaume-Uni  | 1 h 35 min 32 s |        |
| 22                 | Nadiia Borovska-Prokopuk | Ukraine      | 1 h 35 min 38 s |        |
| 23                 | Lucie Pelantová          | Tchéquie     | 1 h 35 min 45 s |        |
| 24                 | Yong-eun Jeon            | Corée du Sud | 1 h 35 min 52 s | SB     |
| 25                 | Claudia Stef             | Roumanie     | 1 h 36 min 55 s |        |
| 26                 | Agnese Pastare           | Lettonie     | 1 h 37 min 48 s |        |
| 27                 | Brigita Virbalyté        | Lituanie     | 1 h 38 min 39 s |        |
| 28                 | Maria Michta             | États-Unis   | 1 h 38 min 54 s |        |
| 29                 | Maria Czaková            | Slovaquie    | 1 h 39 min 07 s |        |
| 30                 | Arabelly Orjuela         | Colombie     | 1 h 39 min 28 s |        |
| 31                 | Ingrid Hernández         | Colombie     | 1 h 39 min 53 s |        |
| 32                 | Zuzana Schindlerová      | Tchéquie     | 1 h 39 min 57 s |        |
| 33                 | Marie Polli              | Suisse       | 1 h 40 min 28 s |        |
| 34                 | Milángela Rosales        | Venezuela    | 1 h 40 min 49 s |        |
| 35                 | Rachel Lavallée Seaman   | Canada       | 1 h 43 min 31 s |        |
| 36                 | Grace Wanjiru Njue       | Kenya        | 1 h 43 min 59 s |        |
| 37                 | Yadira Guamán            | Équateur     | 1 h 45 min 15 s |        |
| 38                 | Chaima Trabelsi          | Tunisie      | 1 h 46 min 29 s |        |
|                    | Claudia Balderrama       | Bolivie      | DQ              |        |
|                    | María José Poves         | Espagne      | DQ              |        |
|                    | Viktória Madarász        | Hongrie      | DQ              |        |
|                    | Neringa Aidietyte        | Lituanie     | DQ              |        |
|                    | Maria Guadalupe Sánchez  | Mexique      | DQ              |        |
|                    | Olga Iakovenko           | Ukraine      | DQ              |        |
|                    | Sabine Krantz            | Allemagne    | DNF             |        |
|                    | Melanie Seeger           | Allemagne    | DNF             |        |
|                    | Masumi Fuchise           | Japon        | DNF             |        |
|                    | Semiha Mutlu             | Turquie      | DNF             |        |

## Légende
Records et Performances
- AR : Record continental (area record)
- CR : Record des championnats (championship record)
- MR : Record du meeting (meet record)
- NR : Record national (national record)
- OR : Record olympique (olympic record)
- PR : Record paralympique (paralympic record)
- PB : Record personnel (personal best)
- SB : Meilleure performance personnelle de la saison (season's best)
- WL : Meilleure performance mondiale de l'année (world leader)
- WJR : Record du monde junior (world junior record)
- WR : Record du monde (world record)

Circonstances et Conditions
- DNF : N'a pas terminé (did not finish)
- DNS : N'a pas pris le départ (did not start)
- DQ : Disqualification (disqualification)
- NM : Aucun essai valable enregistré (No Mark)
- Q : Qualifié « directement » au prochain tour (ou à la prochaine compétition), lors d'une compétition majeure, grâce au classement ou à la réalisation des minima (automatic qualifier)
- q : Qualifié au prochain tour (ou à la prochaine compétition), lors d'une compétition majeure, grâce au repêchage ou à la réalisation de l'une des meilleures performances parmi celles des « non qualifiés directement » (grâce au meilleur temps ou à la meilleure distance par exemple) (secondary qualifier)